# Schinopsis balansae
Schinopsis balansae là một loài thực vật có hoa trong họ Đào lộn hột. Loài này được Engl. miêu tả khoa học đầu tiên năm 1885.

## Hình ảnh

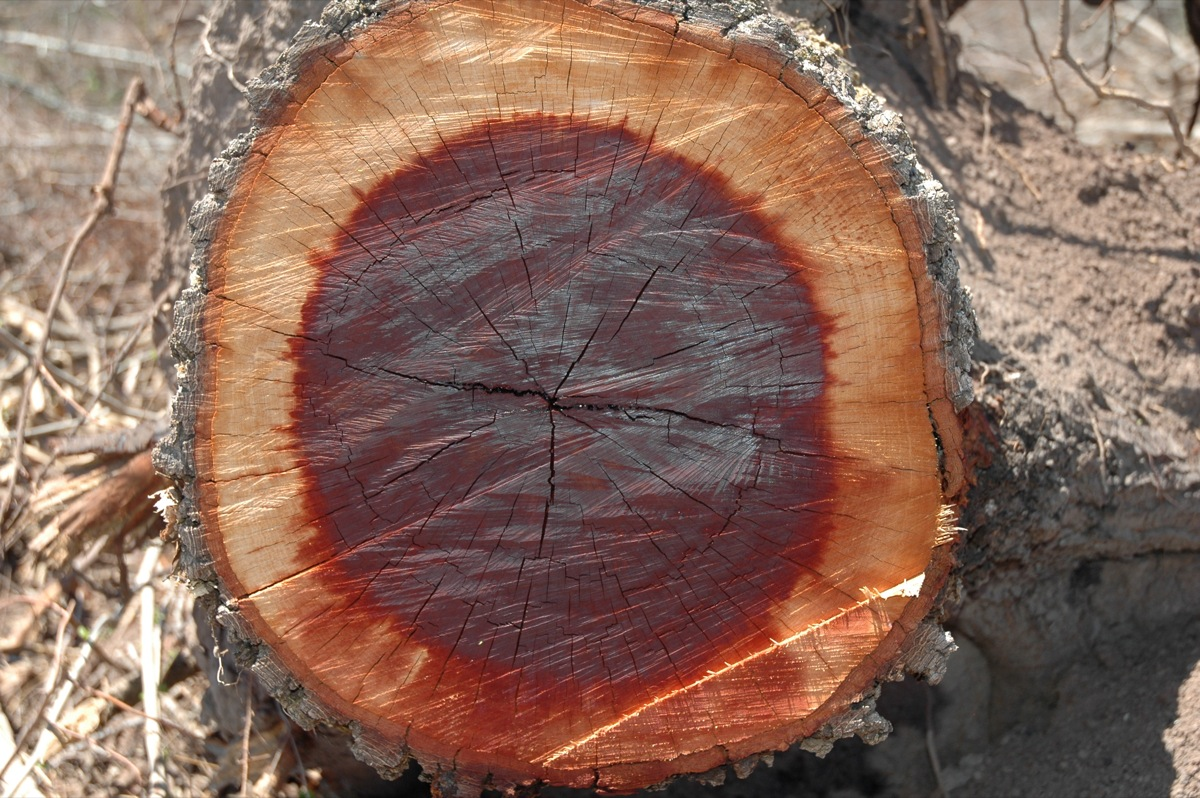